# Khadija Ahrari
Khadija Ahrari (en persa: خدیجه احراری‎) es una política afgana que en 1965 se convirtió en una de las primeras cuatro mujeres que obtuvo un escaño en el Parlamento afgano o Wolesi Jirga como diputada -junto a Anahita Ratebzad, Roqia Abubakr y Masuma Esmati Wardak- tras el reconocimiento del derecho al voto de las mujeres en la Constitución Política de Afganistán de 1964.